# Tlepolemus pilosus
Tlepolemus pilosus là một loài bọ cánh cứng trong họ Cerambycidae.